# Heorhij Kirpa

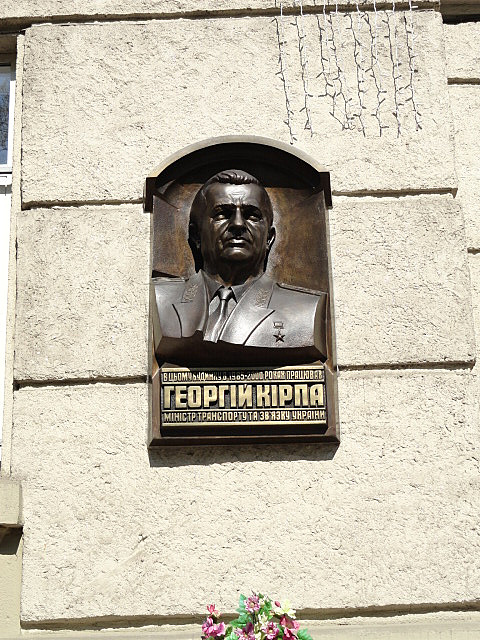
Büste von Heorhij Kirpa in Kiew

Heorhij Mykolajowytsch Kirpa (* 20. Juli 1946 in Klubiwka, Oblast Chmelnyzkyj, Ukrainische SSR; † 27. Dezember 2004 in Bortyntschyj bei Kiew) war ein ukrainischer Politiker. Er war Verkehrsminister (2002–2004) und Generaldirektor der Ukrainischen Eisenbahngesellschaft (2000–2004).

## Ausbildung und erste berufliche Tätigkeiten
Kirpa arbeitete zunächst (1964–1965) als Schlosser in einer Zuckerfabrik und studierte anschließend am Eisenbahninstitut Charkiw, das er 1970 als Ingenieur abschloss. Nach seinem Abschluss verrichtete er einige Monate Dienst am ukrainisch-ungarischen Grenzbahnhof in Tschop in Transkarpatien, bevor er von November 1970 bis Dezember 1971 seinen Armeedienst in Jaroslawl ableistete.
Zwischen 1971 und 1977 stieg er während einer erneuten Tätigkeit in Tschop vom Ingenieur zum Chefingenieur und schließlich zum Leiter des wichtigen Eisenbahnknotens in Tschop auf. Weitere Stationen seiner Karriere waren stellvertretender Abteilungsleiter für Transport im Oblastzentrum Uschhorod (1978–1979), Abteilungsleiter in Riwne (1979–1982) und schließlich in Uschhorod (1982–1985).
1985 bis 1993 stieg Kirpa zum stellvertretenden Leiter der Lemberger Eisenbahngesellschaft auf, die für die Bahnverbindungen in der gesamten Westukraine zuständig ist. Im Juli 1993 wurde er deren Leiter.

## Politische Karriere
Im Wahljahr 1999 war Kirpa Vertrauensmann (довірена особа) für Leonid Kutschma in 120 Wahlkreisen.
Im April 2000 war er als stellvertretender Verkehrsminister auch Generaldirektor der Staatlichen Eisenbahnverwaltung am Ministerium.
Für die Fraktion „Für die geeinte Ukraine“ (За єдину Україну!) wurde er im Jahr 2002 als Listenkandidat (Platz 10) für die Parlamentswahl aufgestellt, zog seine Kandidatur jedoch zurück und wurde im Mai 2002 Verkehrsminister der Ukraine sowie Generaldirektor der Ukrainischen Eisenbahngesellschaft (Укрзалізниця) in den Regierungen Kinach und Janukowytsch. Nachdem im Sommer 2004 ein neues Ministerium für Verkehr und Fernmeldewesen geschaffen wurde, wurde er auch diesem als Minister an die Spitze gestellt.
Am 15. Juni 2004  gründete Kirpa eine eigene Partei unter dem Namen die „Wiedergeburt“ (Відродження). Er unterstützte jedoch weiter den amtierenden Präsidenten Janukowytsch gegen seinen Herausforderer Wiktor Juschtschenko bei der wiederholten Präsidentschaftsstichwahl am 26. Dezember 2004.

## Auszeichnungen
Kirpa war Dozent an der ukrainischen Transportakademie und hatte den Titel Verdienter Transportarbeiter der Ukraine. Er war Träger des Ordens für Völkerfreundschaft, des Verdienstordens 3. Rangs, des Ordens Jaroslaw der Weise und anderen; außerdem wurde er als Held der Ukraine mit dem Staatsorden der Ukraine ausgezeichnet. 1999 wurde er zur beliebtesten Person im Raum Lemberg-Galizien gewählt.
Außerdem war er Autor von 14 wissenschaftlichen Arbeiten im Bereich Eisenbahntransportwesen.

## Politische Beziehungen und Verdienste
Kirpa stand dem ehemaligen Präsidenten Leonid Kutschma und dem beurlaubten Ministerpräsidenten Janukowytsch nahe, dessen Rivale er jedoch auch zunehmend war. Bekannt war er im Jahr 2004 vor allem durch von ihm initiierte umfangreiche Baumaßnahmen im Bahnhofswesen, so wurde etwa das große neue Bahnhofsgebäude in Uschhorod unter seiner Verantwortlichkeit gebaut. Seine Gegner warfen ihm während der Ereignisse um die Präsidentschaftswahlen 2004 vor, er habe Sonderzüge bereitgestellt, um Anhängern von Wiktor Janukowytsch die mehrmalige Stimmabgabe an verschiedenen Orten im Land zu ermöglichen. Nach der Wahl gab es jedoch auch Vorwürfe aus dem Regierungslager gegen ihn. Eines der letzten von Kirpa angestossenen Projekte war 2004 der Baubeginn der Neuen Darnyzkyj-Brücke über den Dnepr in Kiew.

## Rätselhafter Tod
Am 27. Dezember 2004 wurde der Politiker tot in seiner Datscha bei Kiew aufgefunden. Nach Medienberichten hatte er Brandwunden; man fand eine Schusswaffe neben ihm. Suizid oder Mord wurde weder ausgeschlossen noch bestätigt, die genauen Umstände des Todes sind bislang noch nicht geklärt. Die Generalstaatsanwaltschaft leitete ein Ermittlungsverfahren wegen „Treibens zum Selbstmord“ ein, nachdem Generalstaatsanwalt Swjatoslaw Piskun, dessen Stellvertreter Wiktor Schokin und eine Ermittlungsgruppe den Ereignisort aufgesucht hatten.
Kirpa war verheiratet und hatte zwei erwachsene Kinder.